# Lingua angika
La lingua angika (अंगिका) è una lingua bihari parlata in India e in Nepal.

## Distribuzione geografia
La lingua angika è parlata negli stati del Bihar, Jharkhand e nel Maldah District del Bengala Occidentale. Al di fuori dell'India, Angika è parlata nella regione del Tarai del Nepal, in Cambogia, in Vietnam, in Malaysia ed altre zone del Sudest asiatico. Gruppi consistenti di locutori angika ci sono anche negli Stati Uniti d'America, in Gran Bretagna e nei paesi del Golfo Persico.

## Storia
Angika è simile alle lingue maithili e bengalese, e venne classificata da George A. Grierson come un dialetto del maithili, col nome di "Chikka-Chikki ".. Ha affinità con le lingue indoarie orientali, come la lingua bengalese, la lingua oriya e la lingua assamese. Tradizionalmente viene classificato come una delle "lingue bihari", che include angika, bhojpuri, magahi, maithili e vajjika.. Il nome angika appare la prima volta nel censimento del 1961..
Angika, naithili, assamese, bengali e oriya possono essere considerate lingue sorelle, per la somiglianza dei termini e delle costruzioni linguistiche.
Per esempio, il verbo "dangaybey" in Angika è simile "daangabay" in Bengali e "dangaybai" in Maithili; "kanay chhai" in Angika è simile a "kaanchey" in Bengali e "Kaanai chhai" in Maithili ecc. Caratteristica comune è il suono che compare alla fine di certe forme verbali, ad esempio: "hamma ja'ychhiye" (Sono andato) in Angika, "ham ja'ychhi" / "ham ja'ychhiye" in Maithili, "ami jacchi" in Bengali, "mo ja'yche" in Assamese e "mu ja'uchi" in Oriya.

## Locutori
Le stime sui parlanti l'angika sono variabili. Mentre Ethnologue riporta come numero di persone che parlano l'Angika, quello di 725.000 (nel 1997), altri affermano che la cifra superi i 25.000.000.

## Status
Angika non è inserito tra le lingue ufficiali indiane. La domanda per l'inclusione è in attesa di una risposta da parte del Governo.

## Sistema di scrittura
Angika è normalmente scritto usando l'Alfabeto devanagari, tuttavia anticamente erano usati l'alfabeto Anga Lipi e, più tardi, l'alfabeto Kaithi.

## Nomi alternativi
Vari nomi alternativi sono stati usati (e si usano) per indicare la lingua:
- Aangi,
- Angikar,
- Chheka-Chhiki
- Chhai-chhow
- Bhagalpuri
- Chekari.

## Cinema
Il 27 April 2007, è uscito il primo film realizzato in lingua Angika, il titolo era is "Khagaria Vali Bhouji".

## Comparazione di parole comuni con altre lingue e dialetti collegati
| Angika | Hindi  | Bhojpuri | Maithili | Magahi | Bajjika |
| ------ | ------ | -------- | -------- | ------ | ------- |
| हम्मॆ    | मैं/हम   | हम       | हम       | हम     | हम      |
| आपनॆ    | आप     | रउआ      | अहाँ / अपने | अपने    | अपने     |
| हमरॊ    | मेरा/हमारा | हमार      | हम्मर     | हमर    | हम्मर    |